# Ombir Singh
Ombir Singh – indyjski zapaśnik walczący w stylu wolnym. Zajął dziewiąte miejsce na mistrzostwach świata w 1991. Srebrny medalista igrzysk azjatyckich w 1990. Wicemistrz Azji w 1991. Zwycięzca Igrzysk Azji Południowej z 1989, a także mistrz Wspólnoty Narodów w 1991 roku.